# Les Criminels
Pour plus de détails, voir Fiche technique et Distribution.
Les Criminels (titre original en anglais : The Criminal ; titre américain : The Concrete Jungle) est un film britannique réalisé par Joseph Losey et sorti en 1960.

## Synopsis
Johnny Bannion, un spécialiste des hold-up est sur le point d'être libéré de prison où il a mis au point un "grand coup" qui doit rapporter une somme exceptionnelle. L'idée lui a été suggérée par un autre prisonnier, Snipe, qui fait désormais partie de sa bande. Lors de sa sortie de prison, Bannion est accueilli par un de ses complices, Carter. L'opération se déroule normalement, mais le comportement de Bannion n'inspire guère confiance et un de ses "amis" le dénonce à la police. À nouveau incarcéré, Bannion apprend que sa maîtresse, Suzanne, a été enlevée et finit par comprendre que l'"ami" en question n'est autre que Carter, et que celui-ci cherche à utiliser Suzanne pour l'obliger à révéler l'endroit où il a planqué le magot. Grâce à ses anciens collaborateurs, passés au service de Carter, Bannion sort de prison à seule fin de leur rendre l'argent volé dont il ne devra toucher, à présent, plus un seul sou. 

## Fiche technique
- Titre du film : Les Criminels
- Titre original : The Criminal
- Titre américain : The Concrete Jungle
- Réalisation : Joseph Losey
- Scénario : Alun Owen, d'après un sujet de Jimmy Sangster
- Photographie : Robert Krasker - Noir et blanc, 1,66:1
- Direction artistique : Scott Mcgregor
- Musique : John Dankworth. Chanson Prison Blues interprétée par Cleo Laine
- Assistant réalisateur : Buddy Booth, N.C.V. Miller, Timothy Burrill, John Quested
- Montage : Reginald Mills
- Costumes : Laura Nightingale
- Production : Jack Greenwood (Prod. Nat Cohen-Stuart Levy)
- Durée : 97 min.
- Pays d'origine :  Royaume-Uni
- Sortie au Royaume-Uni : 13 septembre 1960
- Sortie en France : 22 mars 1961
- Genre : Film dramatique/Film policier/Film noir

## Distribution
- Stanley Baker : Johnny Bannion
- Sam Wanamaker : Mike Carter
- Margit Saad : Suzanne
- Patrick Magee : gardien-chef Barrows
- Grégoire Aslan : Frank Saffron
- Jill Bennett : Maggie
- Rupert Davies : M. Edwards
- Paul Stassino : Alfredo Fanucci

## Commentaire
- Reynold Humphries note, dans Les criminels, ou la circulation du sens (in : CinémAction : L'univers de Joseph Losey, Corlet-Télérama, juin 2000), que le titre du film rappelle ceux d'un certain nombre de réalisations consacrées au monde du crime ou de la police : Les Tueurs (The Killers) de Robert Siodmak en 1946, puis celle, éponyme en anglais, de Donald Siegel en 1964 ; plus tard, The Drivers (1979) de Walter Hill ou Cop de James B. Harris en 1988. « Chaque fois il est question de renvoyer, non seulement à un homme ou des hommes précis et reconnaissables, mais surtout à un métier. (...) John Bannion (Stanley Baker) lui-même est un "professionnel" qui exerce un "métier". Ce sont les termes utilisés par Mike Carter, son contact à l'extérieur », dit-il.
- Le crime est désormais une entreprise. Telle est la thèse principale du film de Joseph Losey. Or, à cette réalité-là, Bannion, en gangster d'une autre époque, ne s'est pas adapté. Contrairement à certains de ses "collaborateurs" qui le trahissent par nécessité. « Comme Carter le lui signale, l'argent que Bannion a touché en sortant de prison appartient à cet homme que l'on pourrait appeler le "banquier" ou le "financier". En échange de cette somme, il doit accomplir certaines tâches et, surtout, obéir. Bannion est un grand naïf : il désavoue le rôle de l'argent, pourtant central dans sa vie, parce que c'est lui le "cerveau" qui organise les coups. (...) Il oublie que c'est celui qui détient le capital qui donne les ordres. » (R. Humphries, op. cité).
- The Criminal est donc, sous les oripeaux du film noir, un « film politique parce qu'il montre que les valeurs qui vont de soi dans une société fondée sur l'argent, le pouvoir et la concurrence, se reproduisent dans n'importe quel contexte et que tous les rapports, sociaux et sexuels, sont concernés. » (R. Humphries, op. cité)
- Joseph Losey renoue ainsi, grâce à la liberté permise par le cinéma anglais, avec l'esprit des films qu'il avait naguère tournés aux États-Unis et une certaine tradition américaine du film noir. Le cinéma anglais de Losey est, à ce moment-là, un prolongement de ses films réalisés entre 1948 et 1951. D'où l'incompréhension dont il a souffert lors de sa première période anglaise.
- Après avoir effectué un rapprochement entre le film de Losey et The Gangster, film unique du directeur de la photo Gordon Wiles, qui traite également de l'évolution de la vie criminelle, Reynold Humphries conclut : « Film de genre, The Criminal ne pouvait être compris, et encore moins apprécié, dans le climat superficiel, fermé à toute réflexion sur le cinéma et la mise en scène, de la critique anglaise de l'époque. (...) Décalé par rapport à Hollywood, Losey a tourné un film nettement en avance sur son temps dans le contexte anglais. »

## Les Criminels, selon Joseph Losey
- « J'ai essayé de montrer la vie en prison telle qu'elle était vraiment : la corruption des gardiens, les bandes et leurs guerres, le gangstérisme des prisons avec ses règles que l'on ne pouvait violer sous peine de mort, l'incroyable brutalité, mais empreinte d'humour et d'une certaine compassion. Ce film n'était pas cher : il coûta (...) environ 180 000 dollars. Cela ne s'était jamais vu. Ce résultat fut obtenu en travaillant très vite et en économisant partout où c'était possible. » (Entretien avec Michel Ciment, in : Kazan-Losey, entretiens, Éditions Stock, mai 2009)
- En réponse à une question de Michel Ciment, Joseph Losey admet que le protagoniste principal du film, John Bannion (Stanley Baker), inspiré d'un personnage réel, « semble en fait plus à l'aise en prison qu'à l'extérieur ». Il affirme qu'il ne s'agit pas d'un paradoxe. « Je crois que c'est vrai de tous les criminels. Tous. Et je crois qu'on a beaucoup écrit sur le fait que la plupart des gens qui sortent de prison ont une longue période de réadaptation et, pour certains, ne se réadaptent jamais. Parfois, ils recherchent l'arrestation par un nouveau délit pour retrouver la sécurité de la prison. C'est un lieu où le code s'applique sans restriction ; les seuls marginaux sont les gardiens. »